# 沃爾納特鎮區 (密蘇里州貝茨縣)
沃爾納特鎮區（英語：Walnut Township）是位於美國密蘇里州貝茨縣的一個行政鎮區。

## 地方資料
沃爾納特鎮區的面積為118.84平方千米，當中陸地面積為118.24平方千米，而水域面積為0.60平方千米。根據2020年美國人口普查的數據，當地共有人口267人，而人口密度為每平方千米2.25人。